# John Dollond
John Dollond (Londres, 10 de junio de 1706-Londres, 30 de noviembre de 1761) fue un óptico inglés.

## Vida y obra
Hijo de un Hugonote refugiado, que era tejedor de seda en el barrio de Spitalfields, Londres. Dollond continuó con el trabajo de su padre, pero encontró tiempo para adquirir conocimientos de latín, griego, matemáticas, física, y anatomía, entre otras materias. En 1752 abandonó el trabajo de tejedor de seda para trabajar junto con su hijo mayor, Peter Dollond (1730-1820), que en 1750 había abierto un negocio de fabricación de instrumentos ópticos. Su reputación creció rápidamente, y en 1761 fue designado óptico del rey.
Lentes acromáticas
En 1758 publicó "Account of some experiments concerning the different refrangibility of light" en Philosophical Transactions, en el que describía los experimentos que le llevaron al descubrimiento de un medio de construcción de lentes acromáticas, mediante la combinación de vidrios flint y crown.
En 1747, Leonhard Euler había sugerido que el acromatismo podría obtenerse mediante la combinación de vidrios y lentes acuosas. Según Isaac Newton, Dolland quiso refutar esta posibilidad, pero, después de que el físico sueco Samuel Klingenstierna señalase que la ley de dispersión de Newton no coincidía con determinadas observaciones, Dollond intentó demostrar las hipótesis de Euler.
En 1757 consiguió producir refracción sin color mediante vidrios y lentes acuosas, y unos meses más tarde obtuvo el mismo resultado combinando vidrios en diferentes cantidades, impulsando en gran medida los avances en los telescopios. Por estos logros, la Royal Society le premió con la medalla Copley en 1758. Dollond también publicó dos artículos de aparatos para medir ángulos muy pequeños.

## Eponimia
- El cráter lunar Dollond lleva este nombre en su memoria.